# Davon Bell
Davon Bell (Charlotte, Carolina del Norte, 19 de abril de 1995) es un baloncestista estadounidense que actualmente se encuentra sin equipo, tras debutar profesionalmente con el Jämtland Basket de la Basketligan, el primer nivel del baloncesto sueco. Con 1,78 metros de estatura, juega en la posición de base.

## Trayectoria deportiva

### Universidad
Jugó cuatro temporadas con los Blue Hose del Presbyterian College, en las que promedió 7,5 puntos, 2,8 rebotes, 4,2 asistencias y 1,1 robos de balón por partido. La temporada 2016-17 se la perdió entera después de siete partidos jugados, debido a una grave lesión.
Fue incluido en el segundo mejor quinteto de la Big South Conference en su última temporada.

### Profesional
Tras no ser elegido en el Draft de la NBA de 2019, firmó su primer contrato profesional con el Jämtland Basket de la Basketligan, el primer nivel del baloncesto sueco, donde jugó solamente once partidos, en los que promedió 10,6 puntos y 6,6 asistencias. El 29 de noviembre de 2019 anunció que dejaba el equipo.